# Choriolaus fulveolus
Choriolaus fulveolus là một loài bọ cánh cứng trong họ Cerambycidae.